# Marea Moschee din Bamako
Marea Moschee din Bamako este o moschee din orașul Bamako, capitala statului Mali. Aceasta este cea mai mare moschee din metropola africană și una dintre cele mai importante din țară.

## Istorie
Marea Moschee din Bamako a fost construită în anul 1970 pe locul unui locaș mai vechi din chirpici construit în stil sudano-sahelian. Fondurile pentru construcția ei au venit de la guvernul Arabiei Saudite. Edificiul este situat la nord de fluviul Niger, în apropiere de Piața Centrală și de Catedrala Romano-Catolică. Cu minaretele sale înalte din beton și cu structura sa pătrată, moscheea este tilistic vorbind mult mai asemănătoare de cele din Peninsula Arabică de cât de cele din Africa de Vest.